# Lucasium steindachneri
Espèce
Synonymes
- Diplodactylus steindachneri Boulenger, 1885
- Diplodactylus stenurus Werner, 1909

Lucasium steindachneri est une espèce de geckos de la famille des Diplodactylidae.

## Répartition
Cette espèce est endémique d'Australie. Elle se rencontre au Queensland et en Nouvelle-Galles du Sud.
Sa présence en Australie-Méridionale est incertaine.

## Description
Ce gecko nocturne est marron tirant parfois sur le jaune, avec des taches crème.

## Étymologie
Cette espèce est nommée en l'honneur de Franz Steindachner.

## Publication originale
- Boulenger, 1885 : Catalogue of the lizards in the British Museum (Natural History) I. Geckonidae, Eublepharidae, Uroplatidae, Pygopodidae, Agamidae, Second edition, London, vol. 1, p. 1-436 (texte intégral).